# Just Friends (Jimmy Knepper e Joe Temperley)
Just Friends è un album di Jimmy Knepper e del sassofonista Joe Temperley, pubblicato dalla Hep Records nel 1979. 

## Tracce
Lato A
1. John's Bunch – 4:55 (John Bunch)
2. Stella by Starlight – 4:45 (Victor Young, Ned Washington)
3. Just in Time – 4:25 (Betty Comden, Adolph Green, Jule Styne)
4. Poor Butterfly – 3:50 (John L. Golden, Raymond Hubble)
5. Just Friends – 6:15 (Sam Lewis, John Klenner)

Durata totale: 24:10
Lato B
1. Yardbird Suite – 6:10 (Charlie Parker)
2. Aristocracy (Of Jean Laffitte) – 5:22 (Duke Ellington)
3. Sophisticated Lady – 4:25 (Duke Ellington)
4. Lester Leaps – 5:08 (Lester Young)

Durata totale: 21:05

## Musicisti
- Jimmy Knepper - trombone
- Joe Temperley - sassofono soprano, sassofono tenore, sassofono baritono
- Derek Smith - pianoforte
- Michael Moore - contrabbasso
- Billy Hart - batteria